# 泛美盃男子排球賽
泛美盃男子排球賽（英語：Men's Pan-American Volleyball Cup）是中北美洲及加勒比地區排球聯合會（NORCECA）舉辦的男子排球錦標賽。最初，只有NORCECA小組參加，但自2010年以來一直邀請南美隊伍參加。該賽事是世界聯賽和美洲杯賽的預選賽。現在，是泛美運動會資格賽之一。女子巡迴賽中有她們自己的對手，女子泛美杯。